# Timergara
Timergara (o Timargarha) és una ciutat del Pakistan, a la província de la Frontera del Nord-oest, districte de Lower Dir, i capital d'aquest districte i capital provisional del districte d'Upper Dir. Està situada a 823 metres d'altitud. Està a la riba del riu Panjkora. S'han trobat restes àries datades entre 1500 i 600 aC. A l'altre costat del riu, enfront de la ciutat s'ha excavat Balambat on sd'han fet la major part de les troballes. No hi ha dades sobre la seva població.